# Орден Святого Іоанна Єрусалимського (Росія)

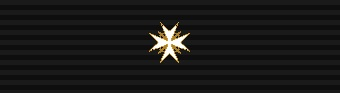
Стрічка ордена Іоанна Єрусалимського

Орден Святого Іоанна Єрусалимського (Мальтійський хрест) (рос. Орден Святого Иоанна Иерусалимского, Мальтийский крест) — орден Російської Імперії.

## Історія
У 1798 році, коли Наполеон I під час експедиції до Єгипту захопив Мальту, лицарі ордена звернулися до російського імператора Павла I з проханням прийняти на себе сан Великого магістра ордену Святого Іоанна Єрусалимського, на що останній погодився.
29 листопада (10 грудня) 1798 Павло I видав свій Маніфест про встановлення на користь російського дворянства ордену Святого Іоанна Єрусалимського і правила для прийняття дворян Російської імперії через цей орден.
У роки правління Павла I орден Св. Іоанна Єрусалимського став вищою відзнакою, дарованої за цивільні та військові заслуги. Дарування ж командорства цього ордену перевершувало за значенням нагородження навіть орденом Св. Андрія Первозванного, оскільки цим виражалося приватна прихильність государя імператора. У день своєї коронації 5 квітня 1797 р. Павло I об'єднав існуючі в Росії орденські корпорації в єдиний Російський кавалерський орден, або Кавалерське товариство Російської імперії. Однак до нього не увійшли кавалери орденів Св. Георгія і Св. Володимира.
Наступник Павла I на російському престолі Олександр I прибрав з державного герба Мальтійський хрест, склав із себе повноваження Великого магістра, в 1810 році вийшов Указ про припинення нагородження знаками Мальтійського Ордену. Судячи з «височайше затвердженим положенням» Комітету міністрів від 20 січня 1817 року, згідно з яким після смерті родових командорів їх спадкоємці не мають права на це звання і не носять знаків ордену Св. Іоанна Єрусалимського, російська гілка зазначеного ордену фактично припинила своє існування.

## Ступені
Орден мав три ступені:
- І ступінь — Великий Командорський хрест
- II ступінь — Командорський хрест
- III ступінь — Кавалерський хрест